# Liste der Kunstwerke im öffentlichen Raum in Graz/Lend
Diese Liste der Kunstwerke im öffentlichen Raum in Graz/Lend enthält die auf „OFFSITE_GRAZ“ (Oeffentliche Kunst seit fuenfundvierzig) gelisteten permanenten Kunstwerke im öffentlichen Raum (Public Art) im Grazer Stadtbezirk Lend. OFFSITE_GRAZ wurde im Auftrag der Stadt Graz, in Koordination mit dem Kulturamt, entwickelt und umfasst einen Zeitraum bis 2011.

## Profane Kunstwerke
| Foto |                 | Name                                                                                                   | Typ     | Standort                                                                                                   | Künstler                       | Datierung   | Beschreibung | Metadaten      |
| ---- | --------------- | --- | ------- | --- | ------------------------------ | ----------- | --- | -------------- |
| ja   | Datei hochladen | 4 Jahreszeiten ID: 1309                                                                                |         | Am Damm 11 Standort                                                                                        | August Raidl                   | 1959        | Der Wärmedämmung zum Opfer gefallen | Standort: Lend |
| ja   | Datei hochladen | Fassadengestaltung ID: 1355                                                                            |         | Am Freigarten 9 Standort                                                                                   | Fritz Silberbauer              | 1964/65 (?) | | Standort: Lend |
| BW   | Datei hochladen | Friedenswand ID: 1541                                                                                  |         | Hauptschule Graz-Fröbel, Fassade Fröbelgasse, Am Fröbelpark Standort                                       | Richard Kriesche               | 1995        | Montierte Negativ-Abgüsse von zuvor außen an der Wand im 2. Weltkrieg durch Bombensplitter einstandene Schäden. | Standort: Lend |
| ja   | Datei hochladen | Mutter mit Kindern ID: 1389                                                                            |         | Annenstraße 16 Standort                                                                                    | Wolfgang Skala                 | 1950        | | Standort: Lend |
| ja   | Datei hochladen | Fassadengestaltung ID: 1133                                                                            |         | Arbeitsmarktservice/AMS, Babenbergerstraße 33, 35 Standort                                                 | Ulf Mayer                      | 1955/56 (?) | | Standort: Lend |
| ja   | Datei hochladen | Springende Hirsche ID: 923                                                                             |         | Babenbergerstraße 63 Standort                                                                              | Franz Felfer                   | 1959        | Der Wärmedämmung zum Opfer gefallen | Standort: Lend |
| ja   | Datei hochladen | Bahnhof ID: 1212                                                                                       |         | Bahnhofgürtel 65 Standort                                                                                  | Wilma Niedermayr-Schalk        | 1963        | | Standort: Lend |
| ja   | Datei hochladen | La espero ID: 1205                                                                                     | Denkmal | Esperantoplatz Standort                                                                                    | Jesper Neergaard               |             | | Standort: Lend |
| ja   | Datei hochladen | Mahnmal zur Erinnerung an die Ereignisse im Jahre 1934 ID: 1169                                        | Denkmal | Europaplatz Standort                                                                                       | Gerhardt Moswitzer             | 1984        | | Standort: Lend |
| BW   | Datei hochladen | Wandgestaltung ID: 921                                                                                 |         | Non-Stop-Kino, Eingangsbereich innen, Europaplatz 2 Standort                                               | Franz Felfer                   | 1957        | Das Kino wurde 2010 geschlossen. 2018 ist das Kino renoviert und dient als ÖBB-Schulungszentrum. | Standort: Lend |
| ja   | Datei hochladen | Fassadengestaltung ID: 1337                                                                            |         | Eduard-Schwarz-Studentenheim, Hans-Resel-Gasse 12, 14 Standort                                             | Georg Schönauer                | 1964        | | Standort: Lend |
| ja   | Datei hochladen | Tänzerin ID: 1283 HERIS-ID: 105496 Objekt-ID: 122475                                                   |         | Hanuschgasse 8 Standort                                                                                    | Walter Pochlatko               | 1947        | | Standort: Lend |
| ja   | Datei hochladen | Flosslend um 1870 ID: 995                                                                              |         | Kalvariengürtel 1 Standort                                                                                 | Toni Hafner                    | 1969        | | Standort: Lend |
| ja   | Datei hochladen | Skulptur ID: 1170                                                                                      |         | HUMANIC, Lastenstraße 11 Standort                                                                          | Gerhardt Moswitzer             | 1990        | | Standort: Lend |
| ja   | Datei hochladen | Scheibenstein ID: 1087                                                                                 |         | HUMANIC, Parkplatz, Lastenstraße 11 Standort                                                               | Othmar Krenn                   |             | | Standort: Lend |
| ja   | Datei hochladen | BIX ID: 1567                                                                                           |         | Kunsthaus, Fassade, Lendkai 1 Standort                                                                     | Realities united               | 2003        | Lichtinstallation an der Ostfassade des Kunsthauses | Standort: Lend |
| ja   | Datei hochladen | Wandarbeit Nummer 6, Mariahilferstraße 4, Graz ID: 1561                                                |         | Kunsthaus, Innenhof, Lendkai 1 Standort                                                                    | Esther Stocker                 | 2003        | | Standort: Lend |
| ja   | Datei hochladen | URBAN INTERFACE/URBANE SCHNITTSTELLE – Ein städtebauliches und mediales Kommunikationszeichen ID: 1164 | Projekt | Lendplatz Standort                                                                                         | Melitta Moschik                | 2000        | | Standort: Lend |
| ja   | Datei hochladen | Fassadengestaltung ID: 1385                                                                            |         | Hotel Mariahilf, Mariahilfer Straße 9 Standort                                                             | Wolfgang Skala                 | 1953        | | Standort: Lend |
| ja   | Datei hochladen | Kindergarten ID: 1216                                                                                  |         | Kindergarten Mariengasse, Mariengasse 13 Standort                                                          | Wilma Niedermayr-Schalk        | 1966        | | Standort: Lend |
| BW   | Datei hochladen | Kunst nimmt Platz ID: 1693                                                                             | Projekt | Marienplatz Standort                                                                                       | Petruschka Vogel, Hannes Vogel | 2007        | | Standort: Lend |
| BW   | Datei hochladen | Der Emmentaler Käse ID: 950                                                                            |         | Areal der Fa. Eurogast Nussbaumer, vorher vor der „Käsehütte“, Mariahilferstraße, Resselgasse 27a Standort | Gerhard Gießauf                | 1994        | Das Kunstwerk war Teil der Mur-Galerie, die die Kaufleute der Mariahilferstraße in den Jahren 1993/94 von Gerhard Gießauf errichten ließen. Die modernen Zunftzeichen sollten die Geschäftsstraße beleben helfen, der wirtschaftliche Erfolg blieb aus. Im Vorfeld von Graz 2003. Kulturhauptstadt Europas wurden die letzten Skulpturen wieder entfernt. Auf dem Areal der Fa. Eurogast Nussbaumer erhalten. | Standort: Lend |
|      | Datei hochladen | Berufsdarstellung ID: 1322                                                                             |         | Höhe Bundeslehranstalt für wirtschaftliche Frauenberufe, Pausenhalle, Schrödingerstraße 5                  | Franz Rogler                   |             | | Standort: Lend |
|      | Datei hochladen | Zierbrunnen ID: 1287                                                                                   |         | Höhere Bundeslehranstalt für wirtschaftliche Frauenberufe, Schrödingerstraße 5                             | Walter Pochlatko               |             | | Standort: Lend |
| ja   | Datei hochladen | Fassadengestaltung ID: 1470                                                                            |         | Höhere Bundeslehranstalt für wirtschaftliche Frauenberufe, Schrödingerstraße 5 Standort                    | Erich Unterweger               |             | | Standort: Lend |
| ja   | Datei hochladen | Fassadengestaltung ID: 1269                                                                            |         | Fassaden und Durchfahrt, Strauchergasse 10 Standort                                                        | Oskar Pfob                     | 1967/74     | | Standort: Lend |
| ja   | Datei hochladen | Spielende Bären ID: 1290                                                                               |         | Strauchergasse 24 Standort                                                                                 | Walter Pochlatko               | 1956        | | Standort: Lend |
| ja   | Datei hochladen | Brunnen ID: 1391                                                                                       |         | Südtirolerplatz Standort                                                                                   | Hartmut Skerbisch              | 1993        | | Standort: Lend |

## Sakrale Kunstwerke
| Foto |                 | Name                                                                                | Typ | Standort | Künstler                | Datierung | Beschreibung      | Metadaten      |
| ---- | --------------- | ----------------------------------------------------------------------------------- | --- | --- | ----------------------- | --------- | ----------------- | -------------- |
| BW   | Datei hochladen | Altar, Ambo ID: 1302 HERIS-ID: 51299 Objekt-ID: 56922                               |     | Kalvarienbergkirche zum Hl. Kreuz, Kalvarienbergstraße 155 Standort                                         | Wolfgang Rahs           | 1999      |                   | Standort: Lend |
| BW   | Datei hochladen | Segnender Christus ID: 1073 HERIS-ID: 51302 Objekt-ID: 56925                        |     | Kirche der Frauen vom Guten Hirten, Kalvariengürtel 56-66 Standort                                          | Othmar Klemencic        | 1958      |                   | Standort: Lend |
| BW   | Datei hochladen | Hll. Joseph und Maria ID: 1074 HERIS-ID: 51302 Objekt-ID: 56925                     |     | Kirche der Frauen vom Guten Hirten, Kalvariengürtel 56-66 Standort                                          | Othmar Klemencic        |           |                   | Standort: Lend |
| BW   | Datei hochladen | Kreuzwegbilder ID: 1215 HERIS-ID: 51302 Objekt-ID: 56925                            |     | Kirche der Frauen vom Guten Hirten, Kalvariengürtel 56-66 Standort                                          | Wilma Niedermayr-Schalk | 1958      |                   | Standort: Lend |
| BW   | Datei hochladen | Tabernakel ID: 1321 HERIS-ID: 51302 Objekt-ID: 56925                                |     | Kirche der Frauen vom Guten Hirten, Kalvariengürtel 56-66 Standort                                          | Franz Rogler            | 1972      |                   | Standort: Lend |
|      | Datei hochladen | Jeans-Kreuz und farbige Raumgestaltung ID: 933                                      |     | Hirtenkloster, Hauskapelle, Kalvariengürtel 60                                                              | Josef Fink              | 1984      |                   | Standort: Lend |
| ja   | Datei hochladen | Erinnerungsstätte für P. Maximilian Kolbe ID: 1404 HERIS-ID: 51280 Objekt-ID: 56899 |     | Mariahilferkirche, Kreuzgang des Minoritenklosters, Mariahilferplatz 3 Standort                             | Karl Steiner            | 1968      |                   | Standort: Lend |
| ja   | Datei hochladen | Maximilian Kolbe ID: 1466 HERIS-ID: 51280 Objekt-ID: 56899                          |     | Mariahilferkirche, Kreuzgang des Minoritenklosters, Mariahilferplatz 3 Standort                             | Aloisia Ulman           | 1983      |                   | Standort: Lend |
| BW   | Datei hochladen | Altar, Ambo ID: 931 HERIS-ID: 105630 Objekt-ID: 122647                              |     | Mariahilferkirche, Schatzkammerkapelle, Mariahilferplatz 3 Standort                                         | Josef Fink              | 1994      |                   | Standort: Lend |
| BW   | Datei hochladen | Schöpfungsgeläute ID: 944 HERIS-ID: 105630 Objekt-ID: 122647                        |     | Mariahilferkirche, Schatzkammerkapelle, Mariahilferplatz 3 Standort                                         | Josef Fürpaß            | 1996      |                   | Standort: Lend |
| BW   | Datei hochladen | Chororgel ID: 1448 HERIS-ID: 105630 Objekt-ID: 122647                               |     | Mariahilferkirche, Schatzkammerkapelle, Mariahilferplatz 3 Standort                                         | Gustav Troger           | 2003      |                   | Standort: Lend |
|      | Datei hochladen | Maria und Ordensheilige ID: 981                                                     |     | Lazaristenkirche zur Schmerzhaften Mutter (Pfarrkirche), Fassade, Mariengasse 12, 12a                       | Toni Hafner             | 1962/63   |                   | Standort: Lend |
|      | Datei hochladen | Reliefs an Mensa, Ambo und Kommuniongitter ID: 940                                  |     | Kirche der Barmherzigen Schwestern vom Hl. Vinzenz von Paul, Mariengasse 12, 12a                            | Johann Franz            |           |                   | Standort: Lend |
|      | Datei hochladen | Kreuzweg ID: 979                                                                    |     | Kirche der Barmherzigen Schwestern vom Hl. Vinzenz von Paul, Mariengasse 12, 12a                            | Toni Hafner             |           |                   | Standort: Lend |
|      | Datei hochladen | Hl. Cäcilia und Barmherzige Schwestern ID: 1256                                     |     | Kirche der Barmherzigen Schwestern vom Hl. Vinzenz von Paul, Mariengasse 12, 12a                            | Josef Papst             | 1955      |                   | Standort: Lend |
|      | Datei hochladen | Verkündigung an Maria ID: 1320                                                      |     | Kirche der Barmherzigen Schwestern vom Hl. Vinzenz von Paul, Mariengasse 12, 12a                            | Franz Rogler            |           |                   | Standort: Lend |
|      | Datei hochladen | 12 Apostel ID: 1257                                                                 |     | Kirche der Barmherzigen Schwestern vom Hl. Vinzenz von Paul, geschwungene Seitenflügel, Mariengasse 12, 12a | Josef Papst             |           |                   | Standort: Lend |
| ja   | Datei hochladen | Hl. Vinzenz von Paul ID: 982                                                        |     | Kloster der Barmherzigen Schwestern zum Hl. Vinzenz von Paul, Fassade, Mariengasse 31                       | Toni Hafner             | 1956      |                   | Standort: Lend |
|      | Datei hochladen | Taufe Christi ID: 1102                                                              |     | Kloster der Barmherzigen Schwestern zum Hl. Vinzenz von Paul, Fassade, Mariengasse 31                       | E. Kubowsky             |           |                   | Standort: Lend |
|      | Datei hochladen | Kreuzweg ID: 1258                                                                   |     | Kloster der Barmherzigen Schwestern zum Hl. Vinzenz von Paul, Fassade, Mariengasse 31                       | Josef Papst             | 1963      | ident mit ID 1259 | Standort: Lend |
|      | Datei hochladen | Altar, Ambo, Tabernakel ID: 1048                                                    |     | Krankenhaus Barmherzige Brüder, Messkapelle Heiligster Erlöser, Marschallgasse 12                           | Fridrun Hussa           | 1990–1991 |                   | Standort: Lend |
| BW   | Datei hochladen | Hl. Johannes von Gott ID: 980                                                       |     | Krankenhaus der Barmherzigen Brüder, Marschallgasse 12 Standort                                             | Toni Hafner             | 1955      |                   | Standort: Lend |

## Ehemalige Kunstwerke
| Foto |                 | Name                               | Typ     | Standort                                                       | Künstler        | Datierung | Beschreibung | Metadaten      |
| ---- | --------------- | ---------------------------------- | ------- | -------------------------------------------------------------- | --------------- | --------- | --- | -------------- |
| ja   | Datei hochladen | Transportförderung ID: 996         |         | Annenstraße 57 Standort                                        | Jörg Hartig     | 1957      | | Standort: Lend |
| ja   | Datei hochladen | Kranich-Brunnen ID: 1379           |         | Hans-Resel-Gasse 12-14 Standort                                | Wolfgang Skala  | 1963      | Der Brunnen im AK-Hof wurde abgebaut. | Standort: Lend |
| BW   | Datei hochladen | www.lendplatz.at ID: 1210          | Projekt | Lendplatz Standort                                             | Flora Neuwirth  | 2002      | | Standort: Lend |
| ja   | Datei hochladen | Ohrwaschl mit Auge ID: 953         |         | Fa. Radio Reiss, ? (Mariahilferstraße) Standort                | Gerhard Gießauf | 1994      | Das Kunstwerk war Teil der Mur-Galerie, die die Kaufleute der Mariahilferstraße in den Jahren 1993/94 von Gerhard Gießauf errichten ließen. Die modernen Zunftzeichen sollten die Geschäftsstraße beleben helfen, der wirtschaftliche Erfolg blieb aber aus. Im Vorfeld von Graz 2003. Kulturhauptstadt Europas wurden die letzten Skulpturen wieder entfernt. | Standort: Lend |
| ja   | Datei hochladen | Mann und Frau ID: 954              |         | Friseurbedarfsgeschäft Kramer, Mariahilferstraße Standort      | Gerhard Gießauf | 1994      | Das Kunstwerk war Teil der Mur-Galerie, die die Kaufleute der Mariahilferstraße in den Jahren 1993/94 von Gerhard Gießauf errichten ließen. Die modernen Zunftzeichen sollten die Geschäftsstraße beleben helfen, der wirtschaftliche Erfolg blieb aber aus. Im Vorfeld von Graz 2003. Kulturhauptstadt Europas wurden die letzten Skulpturen wieder entfernt. | Standort: Lend |
| ja   | Datei hochladen | Die Schere ID: 955                 |         | Frisör Raymond, Mariahilferstraße 3 Standort                   | Gerhard Gießauf | 1994      | Das Kunstwerk war Teil der Mur-Galerie, die die Kaufleute der Mariahilferstraße in den Jahren 1993/94 von Gerhard Gießauf errichten ließen. Die modernen Zunftzeichen sollten die Geschäftsstraße beleben helfen, der wirtschaftliche Erfolg blieb aber aus. Im Vorfeld von Graz 2003. Kulturhauptstadt Europas wurden die letzten Skulpturen wieder entfernt. | Standort: Lend |
| ja   | Datei hochladen | Der Webstuhl ID: 958               |         | Orientteppiche Jalil Rahimzadeh, Mariahilferstraße 11 Standort | Gerhard Gießauf | 1994      | Das Kunstwerk war Teil der Mur-Galerie, die die Kaufleute der Mariahilferstraße in den Jahren 1993/94 von Gerhard Gießauf errichten ließen. Die modernen Zunftzeichen sollten die Geschäftsstraße beleben helfen, der wirtschaftliche Erfolg blieb aber aus. Im Vorfeld von Graz 2003. Kulturhauptstadt Europas wurden die letzten Skulpturen wieder entfernt. | Standort: Lend |
| ja   | Datei hochladen | Die Nähmaschine ID: 952            |         | Fa. Maier Bernina, Mariahilferstraße 11 Standort               | Gerhard Gießauf | 1993/94   | Das Kunstwerk war Teil der Mur-Galerie, die die Kaufleute der Mariahilferstraße in den Jahren 1993/94 von Gerhard Gießauf errichten ließen. Die modernen Zunftzeichen sollten die Geschäftsstraße beleben helfen, der wirtschaftliche Erfolg blieb aber aus. Im Vorfeld von Graz 2003. Kulturhauptstadt Europas wurden die letzten Skulpturen wieder entfernt. | Standort: Lend |
| ja   | Datei hochladen | Das Besteck ID: 957                |         | Mohrenwirt, Mariahilferstraße 14 Standort                      | Gerhard Gießauf | 1994      | Das Kunstwerk war Teil der Mur-Galerie, die die Kaufleute der Mariahilferstraße in den Jahren 1993/94 von Gerhard Gießauf errichten ließen. Die modernen Zunftzeichen sollten die Geschäftsstraße beleben helfen, der wirtschaftliche Erfolg blieb aber aus. Im Vorfeld von Graz 2003. Kulturhauptstadt Europas wurden die letzten Skulpturen wieder entfernt. | Standort: Lend |
| ja   | Datei hochladen | Grazien bei der Haarpflege ID: 956 |         | Frisör Walter Hirth, Mariahilferstraße 18 Standort             | Gerhard Gießauf | 1994      | Das Kunstwerk war Teil der Mur-Galerie, die die Kaufleute der Mariahilferstraße in den Jahren 1993/94 von Gerhard Gießauf errichten ließen. Die modernen Zunftzeichen sollten die Geschäftsstraße beleben helfen, der wirtschaftliche Erfolg blieb aber aus. Im Vorfeld von Graz 2003. Kulturhauptstadt Europas wurden die letzten Skulpturen wieder entfernt. | Standort: Lend |
| ja   | Datei hochladen | Die Blumen ID: 951                 |         | Blumengeschäft Leitner, Mariahilferstraße 18 Standort          | Gerhard Gießauf | 1994      | Das Kunstwerk war Teil der Mur-Galerie, die die Kaufleute der Mariahilferstraße in den Jahren 1993/94 von Gerhard Gießauf errichten ließen. Die modernen Zunftzeichen sollten die Geschäftsstraße beleben helfen, der wirtschaftliche Erfolg blieb aber aus. Im Vorfeld von Graz 2003. Kulturhauptstadt Europas wurden die letzten Skulpturen wieder entfernt. | Standort: Lend |

## Quelle
- OFFSITE_GRAZ. Oeffentliche Kunst seit fuenfundvierzig. Abgerufen am 11. März 2018.